# 小行星1917
小行星1917（1917 Cuyo）是一颗围绕太阳公转的小行星。1968年1月1日，卡洛斯·塞斯科、A·G·塞繆爾（A. G. Samuel）在圣胡安省发现了此天体。
該小行星以位於阿根廷的國立庫約大學命名。
这颗小行星的绝对星等为194.4126617413259等。